# ЛАЗ-698
ЛАЗ 698 «Карпати» — історичний дослідний автобус, який розробили на Львівському автобусному заводі. Мав репутацію міжміського автобуса.

## Історія
Станом на січень 1961р.
Автобус ЛАЗ 698 «Карпати» виконаний у суцільно металевому тримальному кузові вагонного типу, який має обтічність. Панорамне вітрове скло кабіни водія та скляні схили даху. Автобус мав регульовані сидіння з підлокітниками. На спинках сидінь були одіті чохли з кишенями для журналів і газет. Також передбачалося індивідуальне освітлення для кожного пасажира. Можливість слухати радіо в дорозі. В автобусі була туалетна кімната і буфет, великий багажник, сітки для дрібних речей, вішалки для одягу. ЛАЗ-968 «Карпати» розрахований на 26 місць, в тому числі провідника та стюардеси. Автобус обладнаний приточно-витяжною вентиляцією. Провітрювання у літній час можна за допомогою відкриття люків та кватирок чи також розсунувши дах. У зимовий час передбачене опалення (підігрів салону). В автобуса була пневматична підвіска яка мала забезпечувала плавність ходу. В конструкції застосовано гідромеханічну передачі та пневматичний підсилювач кермувального механізму. Передачі перемикались в автоматичному режимі, хоча було передбачено і ручне перемикання передач. Встановлений у задній частині автобуса двигун ЗІЛ-130 з потужністю 150 к.с. У журналі «За рулем» №01, 1961 рік також зазначено що розпочате серійне виробництво на Львівському автобусному заводі.
Станом на жовтень 1966 р.
Автобус ЛАЗ 698 тепер для міських перевезень і його можна було зустріти на дорогах з табличкою "Дослідний". Але вже з 28 місцями для сидіння та 50 у проході, з допустимою максимальною кількістю 100 пасажирів. На даху 5 вентиляційних люків. У вікнах - великі розсувні кватирки. Широкі двері (1200 мм) з поручнями. Трирядне планування сидінь, сидіння напівжорсткі. Автобус оснащений пневматичною підвіскою та гідромеханічною коробкою передач. Передбачалося встановлювати в задній частині 180 сильний карбюраторний двигун.